# 241364 Reneangelil
241364 Reneangelil este o planetă minoră (asteroid) din centura de asteroizi. A fost descoperită pe 7 ianuarie 2008 la Vicques⁠(d) de Michel Ory⁠(d) și a fost numită după René Angélil⁠(d). 
Obiectul prezintă o orbită caracterizată de o semiaxă mare de 3,136499763915 UAi, o excentricitate de 0,1813712662049, o înclinație de 10,328976429511 ° în raport cu ecliptica.